# Garyansel·lita
La garyansel·lita és un mineral de la classe dels fosfats, que pertany al grup de la fosfoferrita. Va rebre el seu nom l'any 1984 per Bozidar Darko Sturman i Pete J. Dunn en honor de H. Gary Ansell (1943), mineralogista a la Canadian Geological Survey.

## Característiques
La garyansel·lita és un fosfat de fórmula química Mg₂Fe³⁺(PO₄)₂(OH)(H₂O)₂. Va ser aprovada com a espècie vàlida per l'Associació Mineralògica Internacional l'any 1981. Cristal·litza en el sistema ortoròmbic. La seva duresa a l'escala de Mohs és 4. És un mineral isostructural amb la fosfoferrita, i forma una sèrie de solució sòlida amb la kryzhanovskita.
Segons la classificació de Nickel-Strunz, la garyansel·lita pertany a «08.CC - Fosfats sense anions addicionals, amb H₂O, només amb cations de mida mitjana, RO₄:H₂O = 1:1,5» juntament amb els següents minerals: kryzhanovskita, landesita, fosfoferrita, reddingita, kaatialaïta i leogangita.

## Formació i jaciments
Va ser descoberta l'any 1981 a Rapid Creek, al districte miner de Dawson, Yukon (Canadà). També ha estat descrita a la mina Big Chief, a Glendale (Dakota del Sud, Estats Units). Sol trobar-se associada a altres minerals com: metavivianita, ludlamita, arrojadita-(KFe), kryzhanovskita, fosfosiderita, souzalita, quars i vivianita.